# Омелянов
Омеля́нов (укр. Омелянів) — село в Козелецком районе Черниговской области Украины. Население 585 человек. Занимает площадь 3,99 км².
Код КОАТУУ: 7422087101. Почтовый индекс: 17084. Телефонный код: +380 4646.

## Власть
Орган местного самоуправления — Омеляновский сельский совет. Почтовый адрес: 17084, Черниговская обл., Козелецкий р-н, с. Омелянов, ул. Мира, 32.